# Wolfgang Abendroth
Wolfgang Abendroth (Elberfeld, 2 de mayo de 1906 - Fráncfort del Meno, 15 de septiembre de 1985) fue un jurista y politólogo alemán. Contribuyó de manera notable en la creación de los fundamentos constitucionales de Alemania Occidental de posguerra.
Sus padres fueron Alfred Abendroth, profesor de secundaria y militante del Partido Socialdemócrata de Alemania (SPD), e Ida Dambach. Hizo sus estudios de Derecho y economía (Volkswirtschaftslehre) en las Universidades de Tubinga, Münster y Frácfort del Meno. Desde joven militó en diversas organizaciones políticas de izquierda, ingresando en noviembre de 1920 en la Liga de los Jóvenes Comunistas de Alemania, pasando luego a militar en el Partido Comunista de Alemania (KPD). Con la división del KPD, militó en el Partido Comunista de Alemania-Oposición en 1928. Terminó sus estudios en la Universidad de Berna donde es promovido a doctor en Derecho. De vuelta en la Alemania nazi, trabajó en un banco berlinés y mantuvo relaciones con el movimiento de oposición a Hitler, por lo cual es detenido en abril de 1937. Cuatro años después es incorporado a un batallón de castigo y enviado a combatir a Grecia donde es hecho prisionero por el ejército británico. Fue liberado en 1946 y volvió a la zona de ocupación soviética. Se casó en 1947 con Lisa Hörmeyer, teniendo 3 hijos.
Fue profesor de leyes durante un corto tiempo en Alemania Oriental, pero como se oponía al estalinismo, emigró a Alemania Occidental, donde fue nombrado profesor de ciencia política en Marburgo en 1950. Desde 1946 militó en el Partido Socialdemócrata de Alemania. También desempeñó el cargo de juez en la corte estatal de Hesse. A finales de la década de 1950, en la Universidad de Margurgo, Abendroth supervisó la Habilitación en ciencia política del filósofo alemán Jürgen Habermas, quien le dedicó su trabajo de habilitación, "La transformación estructural de la esfera pública".
Se opuso al giro a la derecha del SPD durante el Congreso extraordinario de Bad Godesberg de 1959 y finalmente fue expulsado del SPD en 1961 junto a otros militantes del ala izquierda de la socialdemocracia. Durante las décadas de 1960 y 1970 apoyó los diversos movimientos estudiantiles de la Alemania Federal.

## Obras

### Traducciones
- Abendroth, Wolfgang (1970). Historia Social del Movimiento Obrero Europeo. Barcelona: Estela.
- Holz, Hans Heinz; Kofler, Leo; Abendroth, Wolfgang (1971). Conversaciones con Lukács (Jorge Deike y Javier Abásolo, trads.). Recopilación y prólogo de Theo Pinkus. Madrid: Alianza.
- Abendroth, Wolfgang; Lenk, Kurt (1971). Introducción a la Ciencia Política. Barcelona: Anagrama.
- Abendroth, Wolfgang (1973). Sociedad Antagónica y Democracia Política: Ensayos sobre Sociología Política (Manuel Sacristán, trad.). Barcelona: Grijalbo.
- Abendroth, Wolfgang (1973). «Consideraciones sobre la estructura social de la República Federal Alemana». Capital Monopolista y Sociedad Autoritaria. La involución autoritaria en la R.F.A (Barcelona: Fontanella).
- Abendroth, Wolfgang (1986). «El Estado de Derecho Democrático y Social como Proyecto Político». El Estado Social (Madrid: Centro de Estudios Constitucionales). ISBN 8425907438.